# Dissomphalus culteratus
Dissomphalus culteratus (лат.) — род ос-бетилид из подсемейства Pristocerinae (Chrysidoidea, Hymenoptera).

## Этимология
Видовой эпитет culteratus происходит из латыни и обозначает внутренний край вентрального рамуса эдеагуса, напоминающий нож.

## Распространение
Неотропика: Коста-Рика, Панама.

## Описание
Мелкие осы-бетилиды, длина около 3 мм. Окраска: голова и мезосома чёрные, кроме переднеспинки, которая немного светлее; наличник тёмно-каштановый; мандибулы, пальпы и ноги светло-каштановые; метасома каштановая; антенна светло-каштановая и постепенно темнеет в дистальной части; крылья субгиалиновые. Эдеагус с вентральным рамусом, апикальная половина которого узкая, вершина острая, внешний край прямой, а внутренний микрозернистый; дорсальное тело широкое, сужается к вершине, апикальная часть с вогнутостью к середине, вершина бирамная, вентральный рукав заострён, дорсальный рукав меньше вентрального, оба рукава направлены латерально; корональный отросток с длинным латеральным расширением в середине дорсального тела.

## Таксономия
Вид был впервые описан в 2006 году, а его валидный статус подтверждён в ходе ревизии, проведённой в 2017 году бразильскими энтомологами Ш. Д. Брито и Селсо Оливейра Азеведу (Федеральный университет Эспириту-Санту, Departamento de Ciências Biológicas, Витория, Бразилия) по типовым материалам из Панамы. Включён в состав видовой группы Dissomphalus coronatus.